# 鮑爾奇冰川
66°50′S 64°48′W / 66.833°S 64.800°W
鮑爾奇冰川是南極洲的冰川，位於葛拉漢地東岸的弗因海岸，全長17公里，終點在古爾德冰川以南，由英國探險隊首次測量，現時由南極條約體系管理。